# Église Santa Maria in Monticelli
L'église Santa Maria in Monticelli (Sainte-Marie de Monticelli) est une église catholique située à Rome dans la rue du même nom.

## Historique
L'année de sa fondation exacte et le nom de son premier architecte sont inconnus. L'église qui se trouve sur un monticule dont elle prend le nom est reconstruite au XIIe siècle et reconsacrée par Innocent II en 1143, comme le rappelle une pierre gravée à l'intérieur. En latin, elle est répertoriée comme église Sancta Maria in Monticellis Arenulae de Urbe, ainsi que l'on peut le lire dans la bulle d'Urbain VII de 1264.
Il ne reste plus rien de cette église médiévale, sauf le campanile à l'angle qui s'élevait plus haut à l'origine et qui fut réduit au XVIIe siècle, pour des raisons de stabilité.
L'église est entièrement reconstruite en 1716 par Matteo Stassi à la demande de Clément XI et remaniée en 1860 par Francesco Azzurri (en).

L'église est desservie par les prêtres de la doctrine chrétienne dont la maison généralice se trouve au couvent adjacent. Les reliques de leur fondateur, saint César de Bus, reposent à l'église.

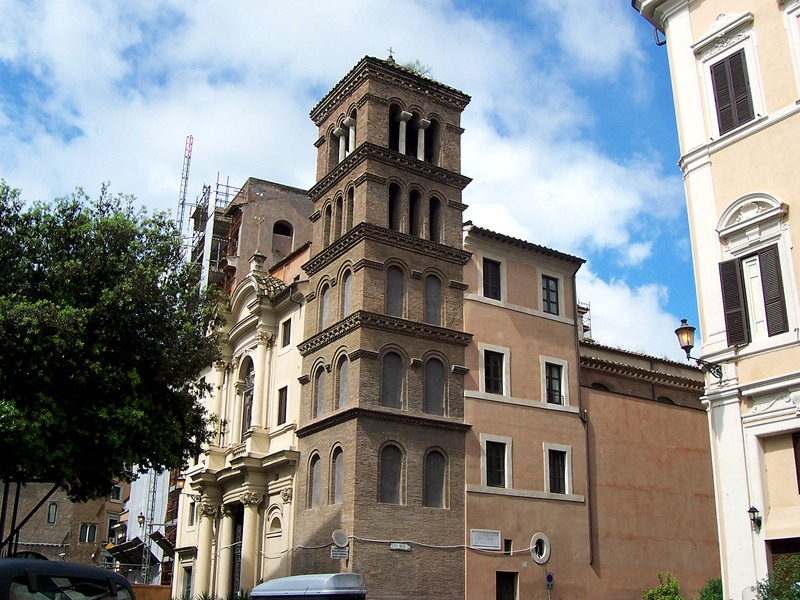
Campanile roman
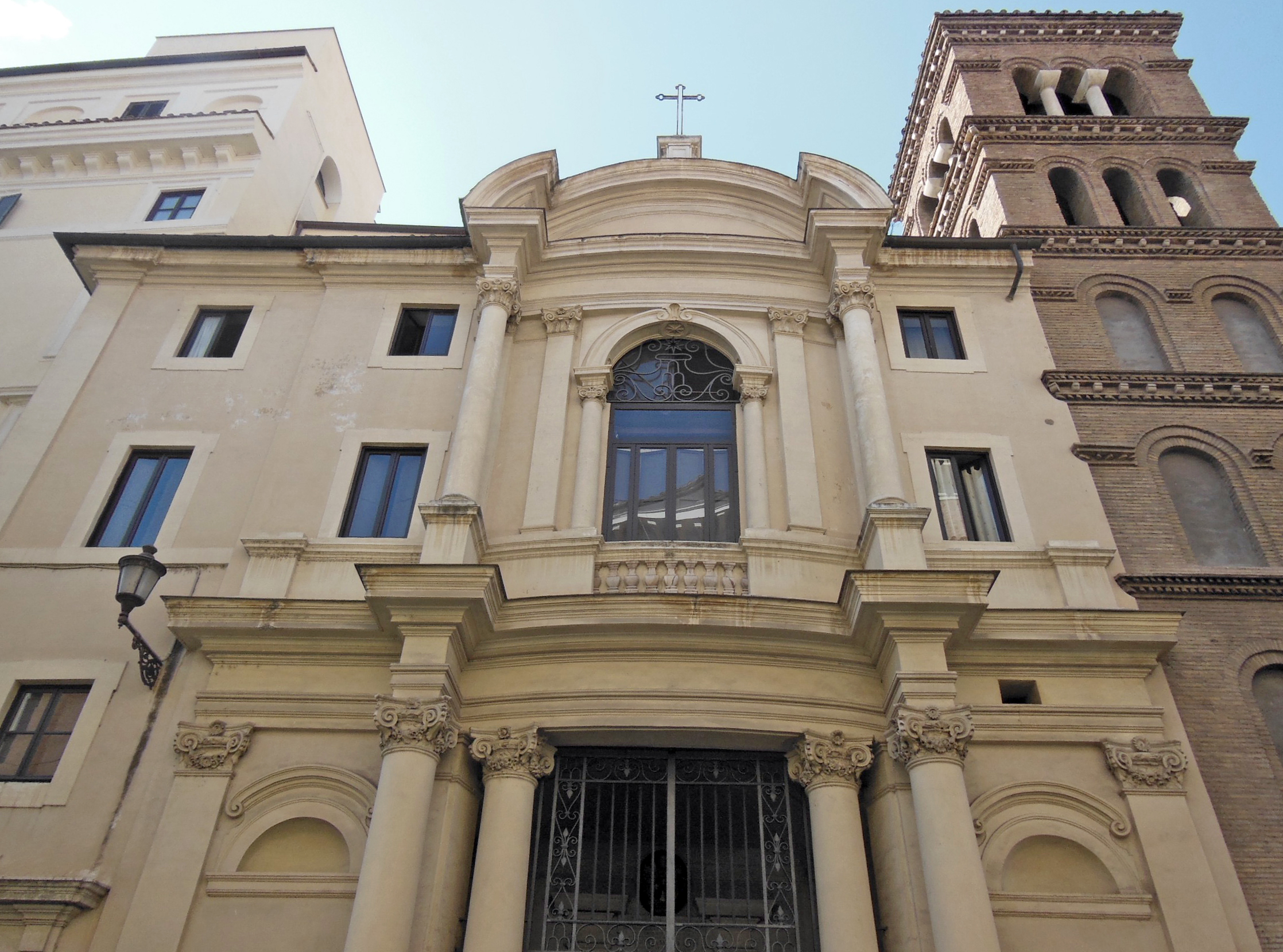
Façade baroque et campanile
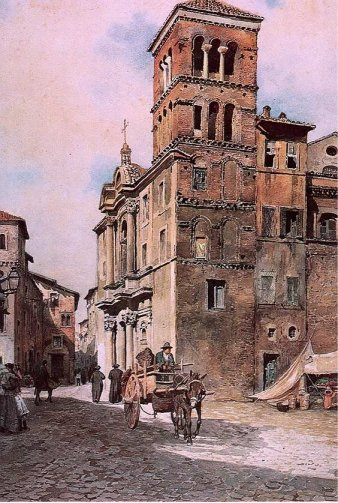
Vue d'artiste, par Roesler Franz

## Intérieur
L'église est de forme basilicale à trois nefs et trois chapelles de chaque côté. On remarque à l'intérieur de l'église les œuvres suivantes :
- Deuxième chapelle de droite, La Flagellation, fresque attribuée à Antonio Carracci du XVIe siècle ;
- Deuxième chapelle de gauche, crucifix de bois du XIVe siècle, attribué à Pietro Cavallini ;
- Troisième chapelle de gauche, Vierge à l'Enfant et saints de Sebastiano Conca ;
- Abside, Tête du Rédempteur, fragment d'une mosaïque du XIIe siècle.

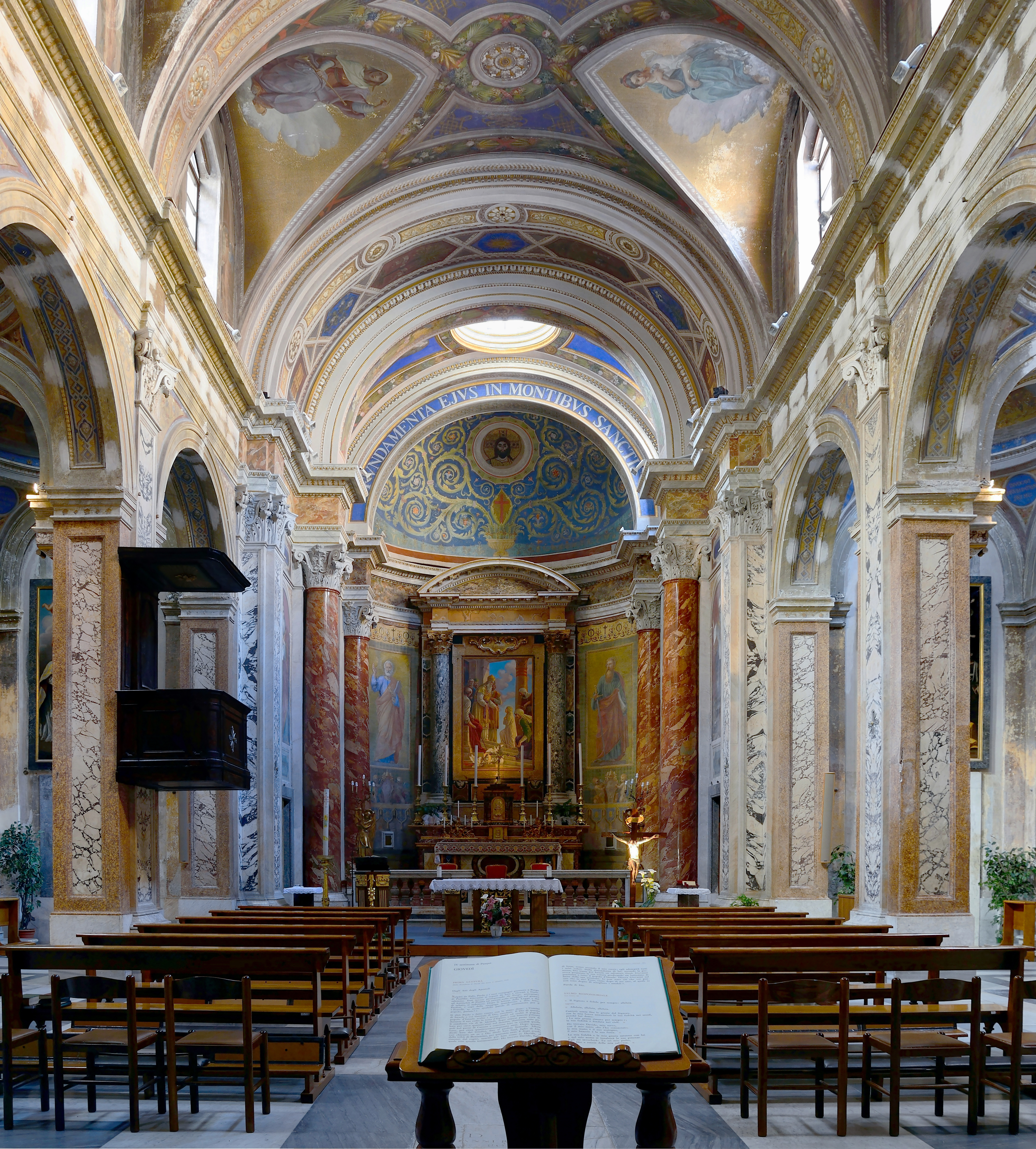
Intérieur
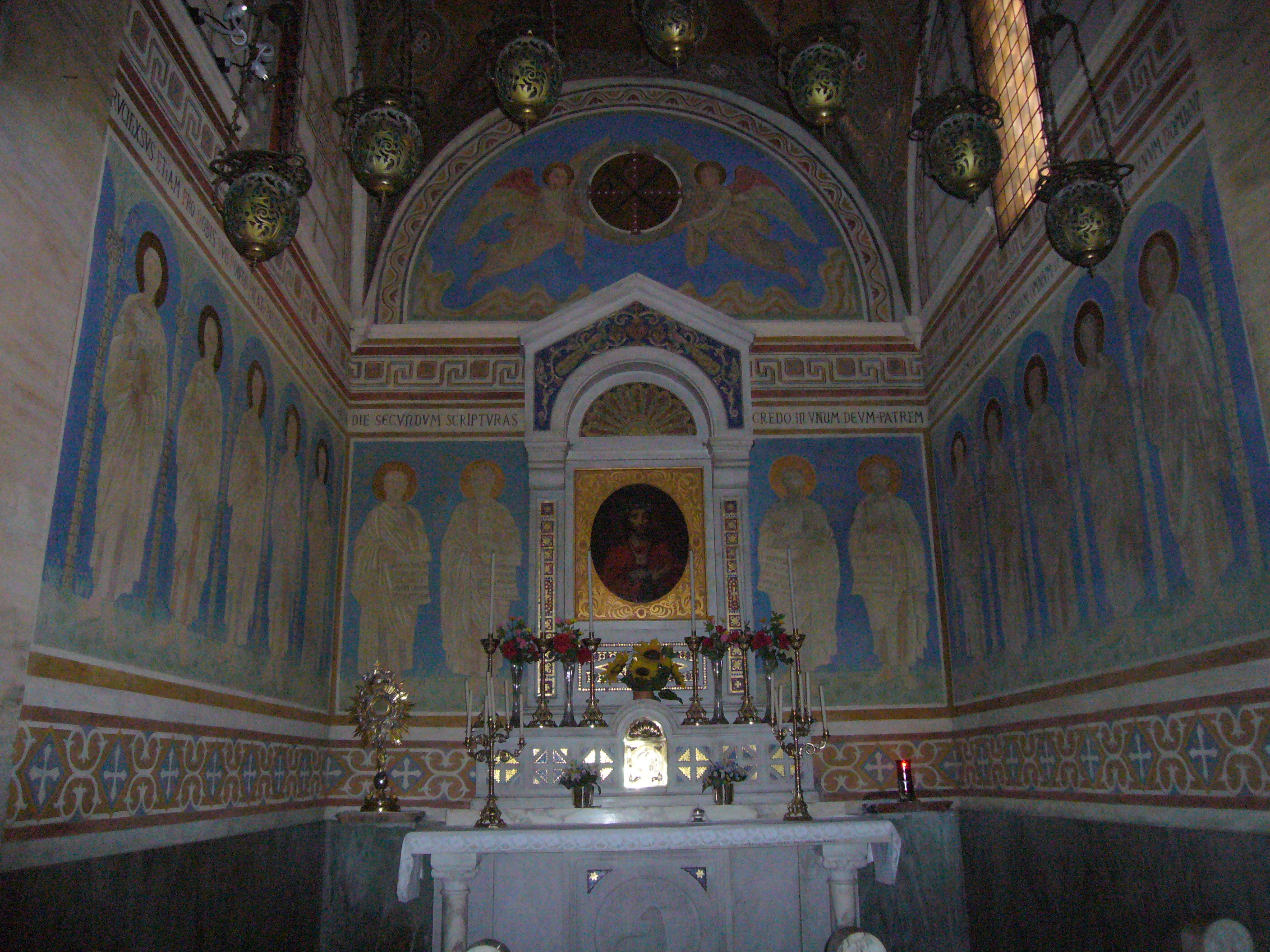
Chapelle
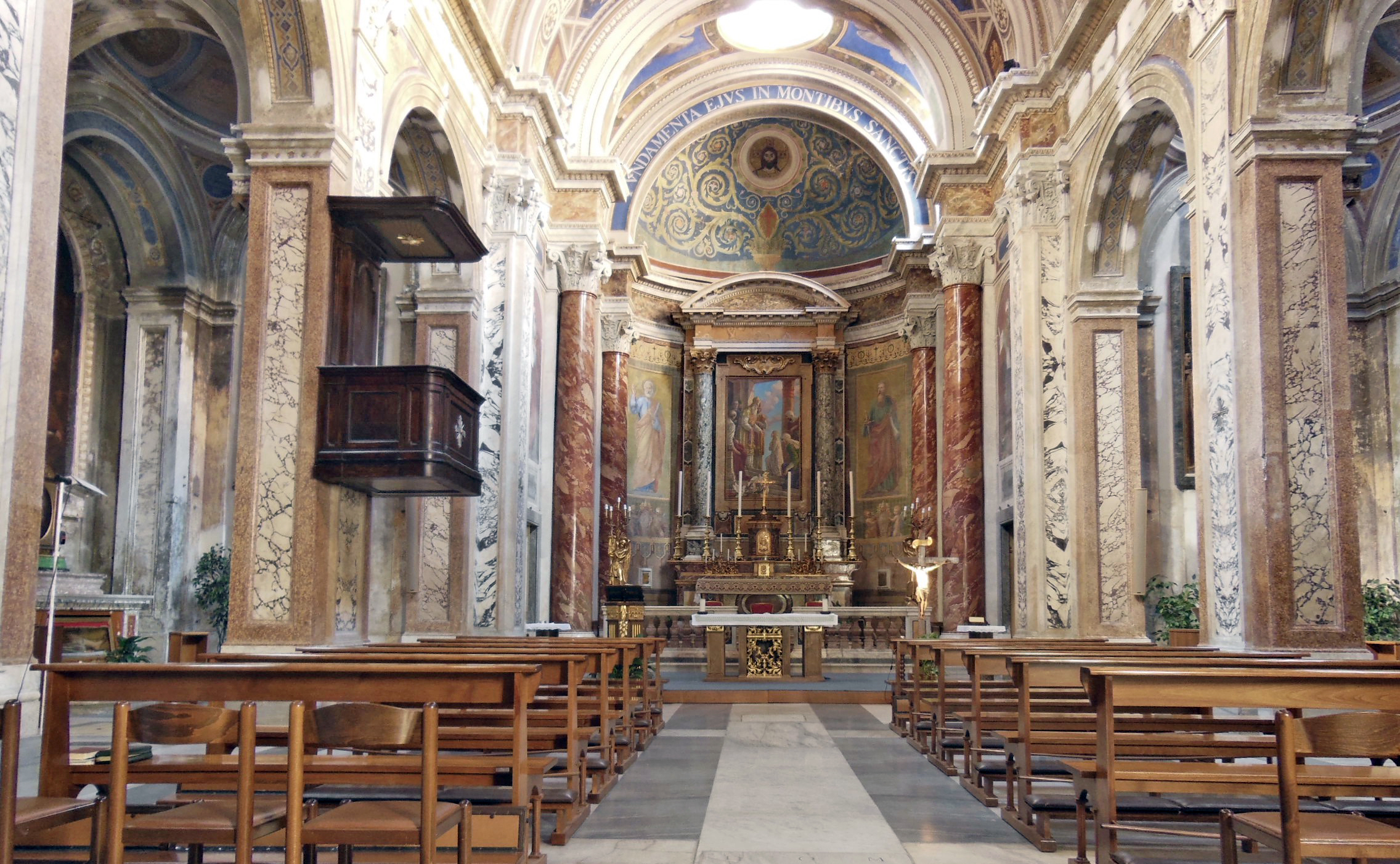
Intérieur